# Pobershau
Pobershau (erzgebirgisch: Bobrschaa) ist seit dem 1. Januar 2012 ein Ortsteil der Großen Kreisstadt Marienberg im Erzgebirgskreis in Sachsen. Die bis dahin selbständige Gemeinde liegt an der Silberstraße.

## Geografie

### Geografische Lage
Pobershau liegt im Tal der Roten Pockau, eines Nebenflusses der Schwarzen Pockau und erstreckt sich jeweils links- und rechtsseitig des Flusses.

### Nachbarorte
| Marienberg | Zöblitz                                     | Ansprung       |
| Gebirge    | Kompassrose, die auf Nachbargemeinden zeigt | Hüttstattmühle |
| Gelobtland | Kühnhaide                                   | Rübenau        |

## Geschichte

### Besiedlung, Entwicklung und Weiteres

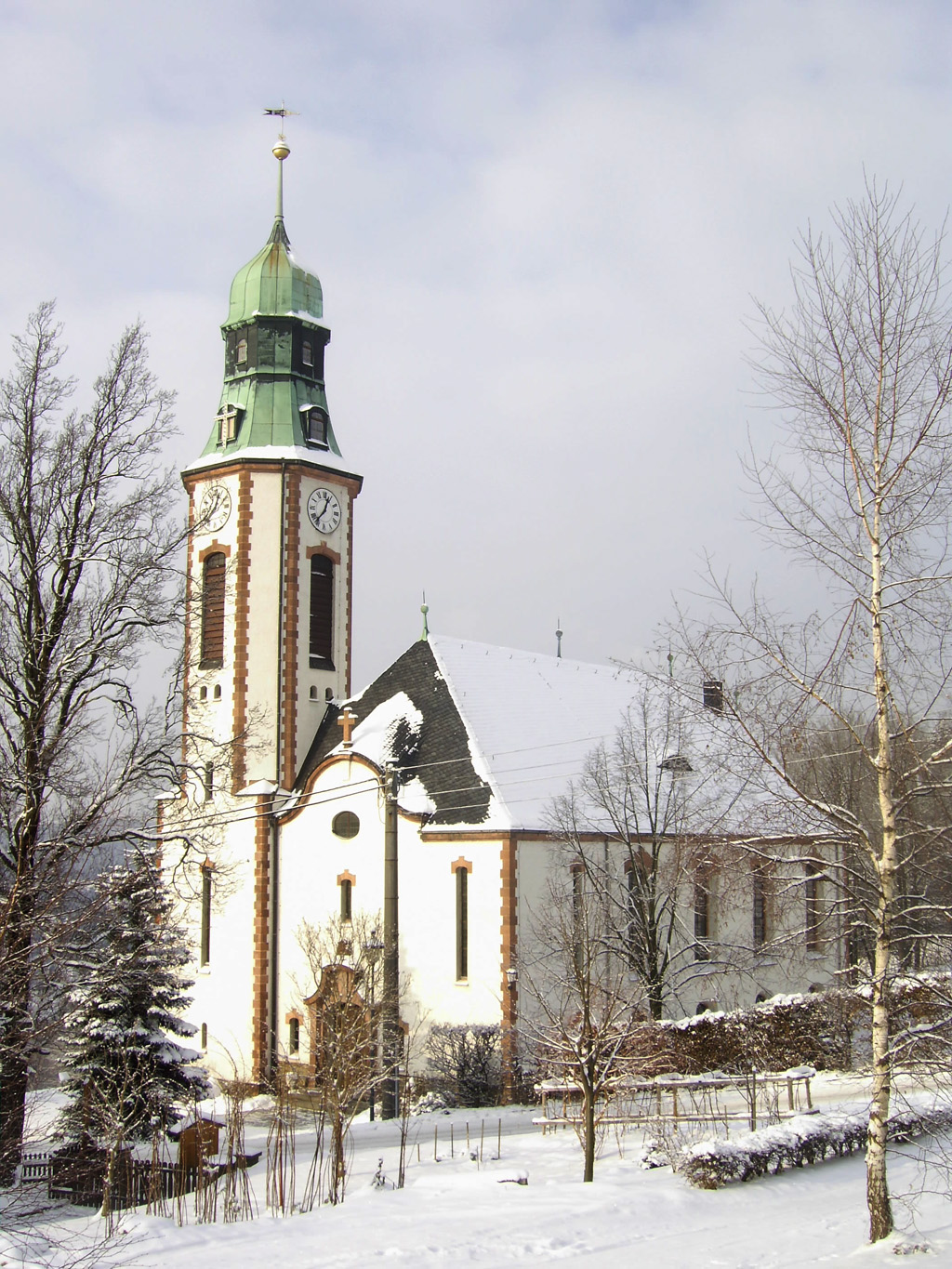
Kirche Pobershau

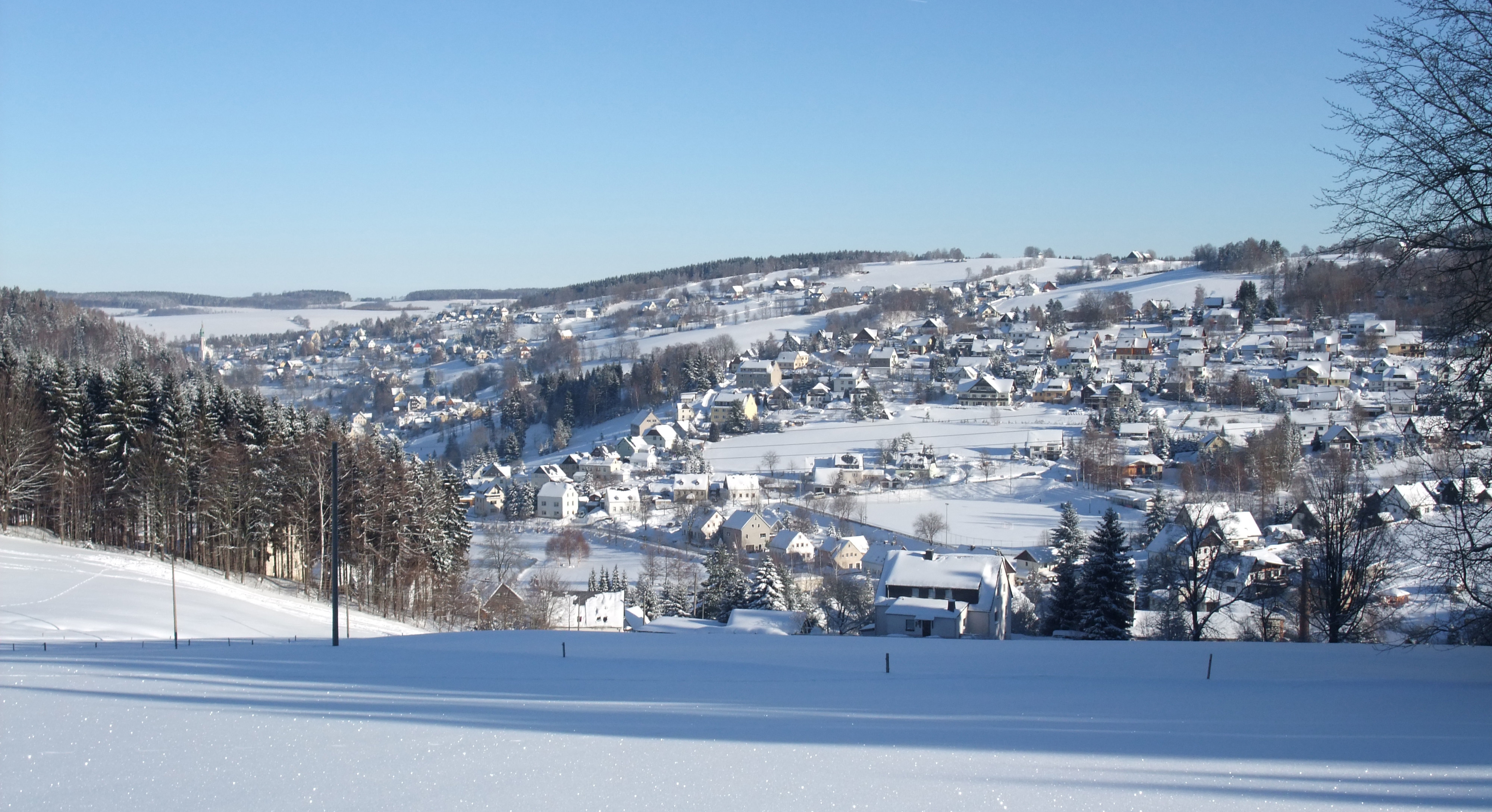
Amtsseite

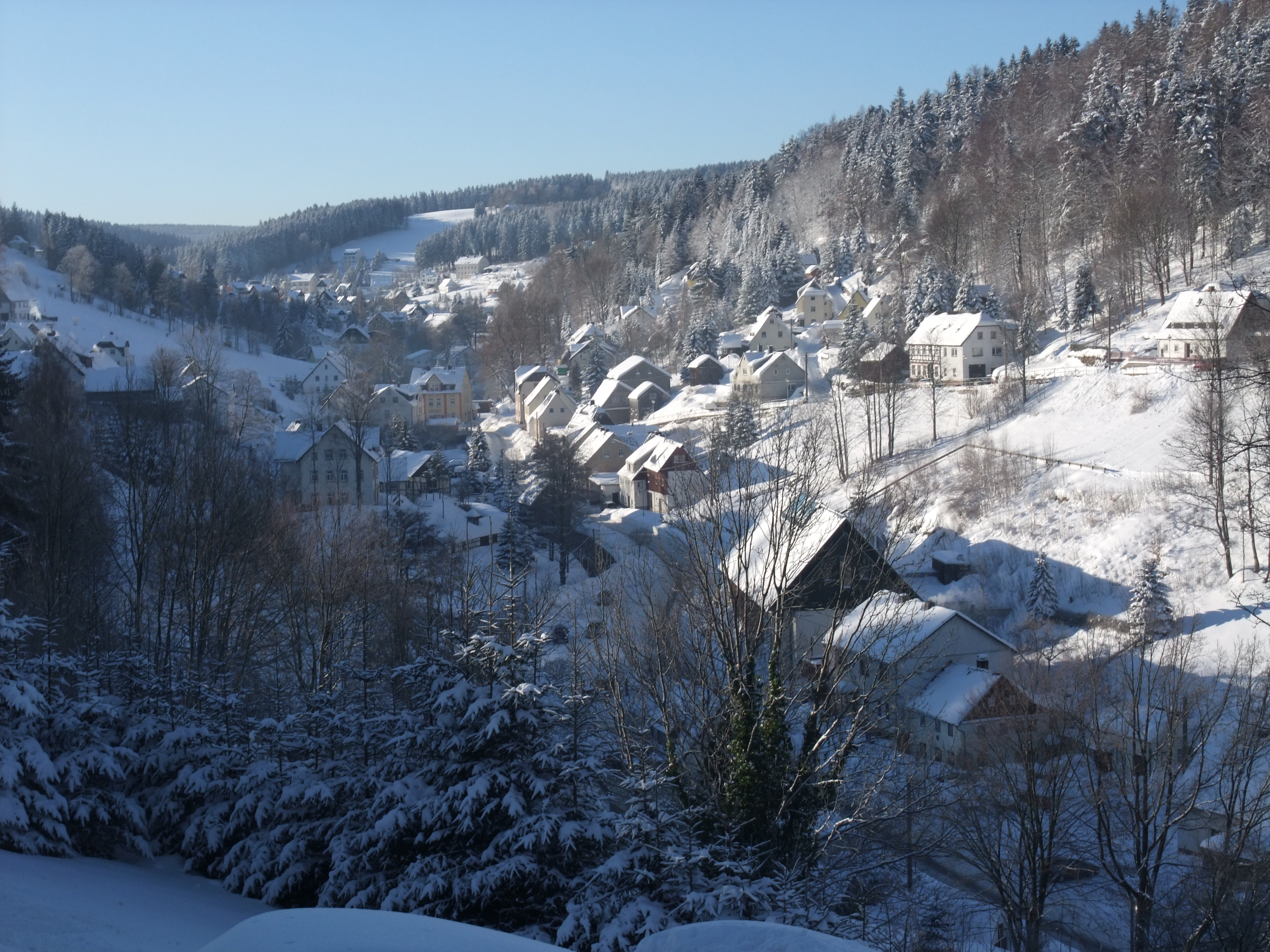
Dorfmitte mit Blick Richtung Süden

Das Gebiet um den Wildsberg (zwischen Roter und Schwarzer Pockau) gehörte zum Amt Lauterstein mit der einstigen Burg Lauterstein. Für 1516 wird in diesem Gebiet Zinnbergbau erwähnt. Mit der Gründung der Stadt Marienberg 1521 wurde die Rote Pockau zur Grenze zwischen den Besitzungen der Stadt und der Herrschaft Lauterstein. Ab 1544 entstand auf der Marienberger Seite das Ratsdorf, später Ratsseite genannt. 1555 gehörte die Ratsseite kirchlich zur Parochie Marienberg und weltlich zum Amt Wolkenstein, die herrschaftliche Seite kirchlich zur Parochie Zöblitz und weltlich zum Amt Lauterstein. 1559 wurde die Ansiedlung erstmals als „ufn Bobershau“ urkundlich erwähnt. 1663 wurde der erste Lehrer genannt. In den Jahren von 1678 bis 1680 wurde der Grüne Graben angelegt, um 16 Pochwerke mit Aufschlagwasser zu versorgen. 1839 entstanden die Ratsseite und die Amtsseite als selbstständige Gemeinden. Die eine unterstand der Stadt Marienberg und die andere dem Amt Lauterstein, jedoch wurde der Sitz nach Abbrand der Burg Lauterstein nach Zöblitz verlegt. 1856 vereinigten sich die Orte zu einer Schulgemeinde. Die frühere Teilung ist noch heute an der Benennung der Straßen ersichtlich.
Am 10. März 1857 wurden die beiden Orte zu einer politischen Gemeinde zusammengeschlossen. 1869 stellte die letzte Zeche den Bergbau ein. Die Freiwillige Feuerwehr wurde 1872 gegründet. Mit Eröffnung der Bahnstrecke Reitzenhain–Flöha am 24. Mai 1875 erhielt die Gemeinde durch die etwa 2 Kilometer nördlich der Ortsmitte, im Tal der Schwarzen Pockau gelegene Station „Zöblitz“ (ab 14. November 1914 „Zöblitz-Pobershau“) einen Eisenbahnanschluss. Ein neues Schulgebäude wurde 1883 erbaut. Am 1. Juli 1904 wurde mit der Einweihung der Kirche Pobershau eine eigenständige Parochie. 1912 erfolgte der Anschluss ans Elektrizitätsnetz, dadurch erhöhte sich auch die Zahl der Holzdrehwerke auf 32 (1914). In den Jahren 1920 bis 1922 wurde eine Hochdruckwasserleitung verlegt. Das Rathaus wurde 1925 eingeweiht. 1928 wurde der Bergbau in der Grube „Zinnerne Flasche“ wieder aufgenommen. Ab 1934 wurde der Molchner Stolln zum Schaubergwerk ausgebaut und ein Jahr später eingeweiht. Für die Schule wurde 1940 eine Turnhalle errichtet. Auf dem Bahnhof Zöblitz-Pobershau wurden am 16. April 1945 bei einem Tieffliegerangriff auf einen einfahrenden Personenzug 8 Menschen getötet und 72 verletzt.
Nach der Wende, als sich die DDR-Bezirke auflösten, gelangte Pobershau in das neue Bundesland Freistaat Sachsen. 
Am 1. Januar 2012 wurde Pobershau nach Marienberg eingemeindet.

### Einwohnerentwicklung

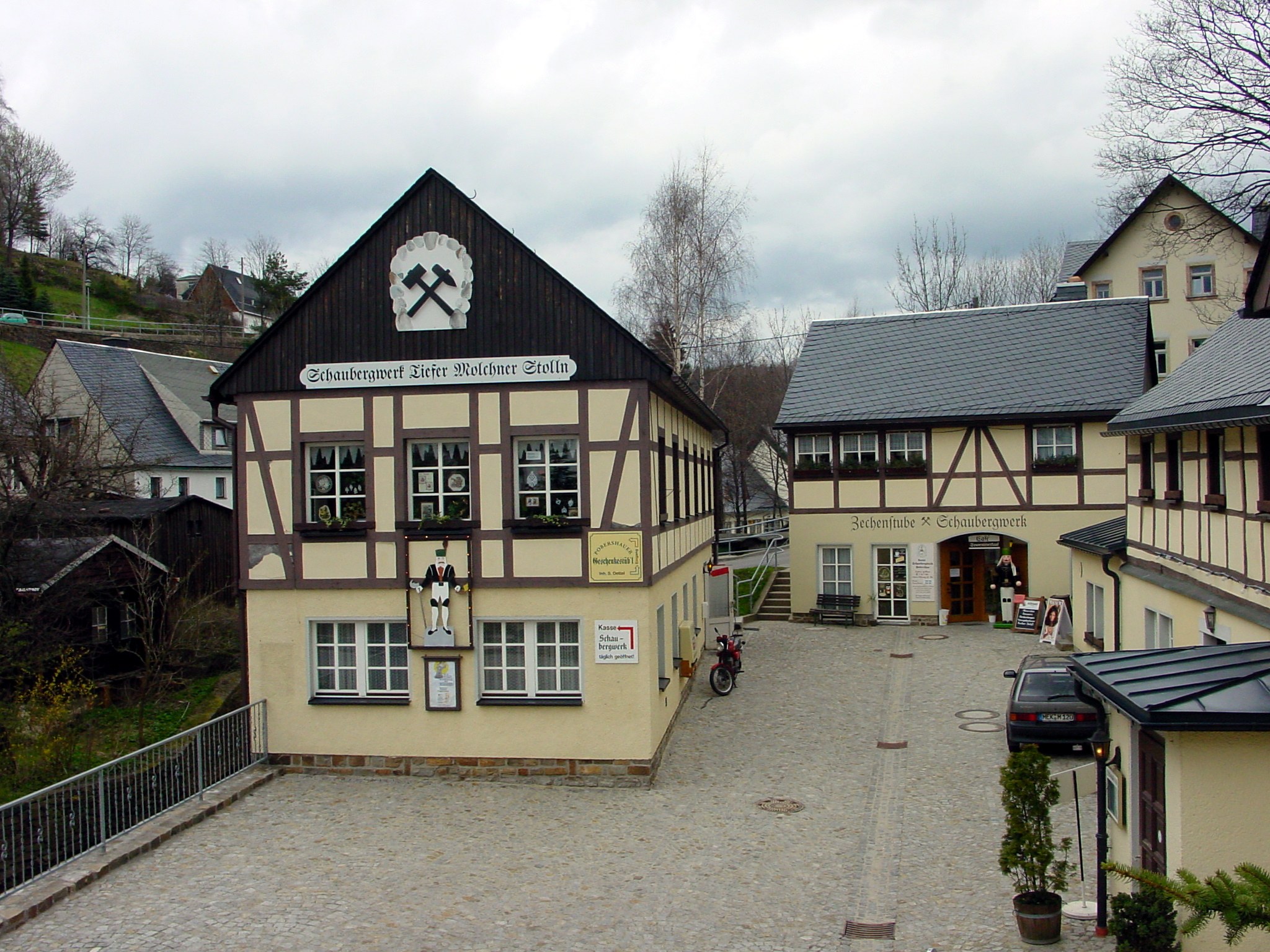
Besucherbergwerk „Molchner Stolln“ in Pobershau (übertägige Anlagen)

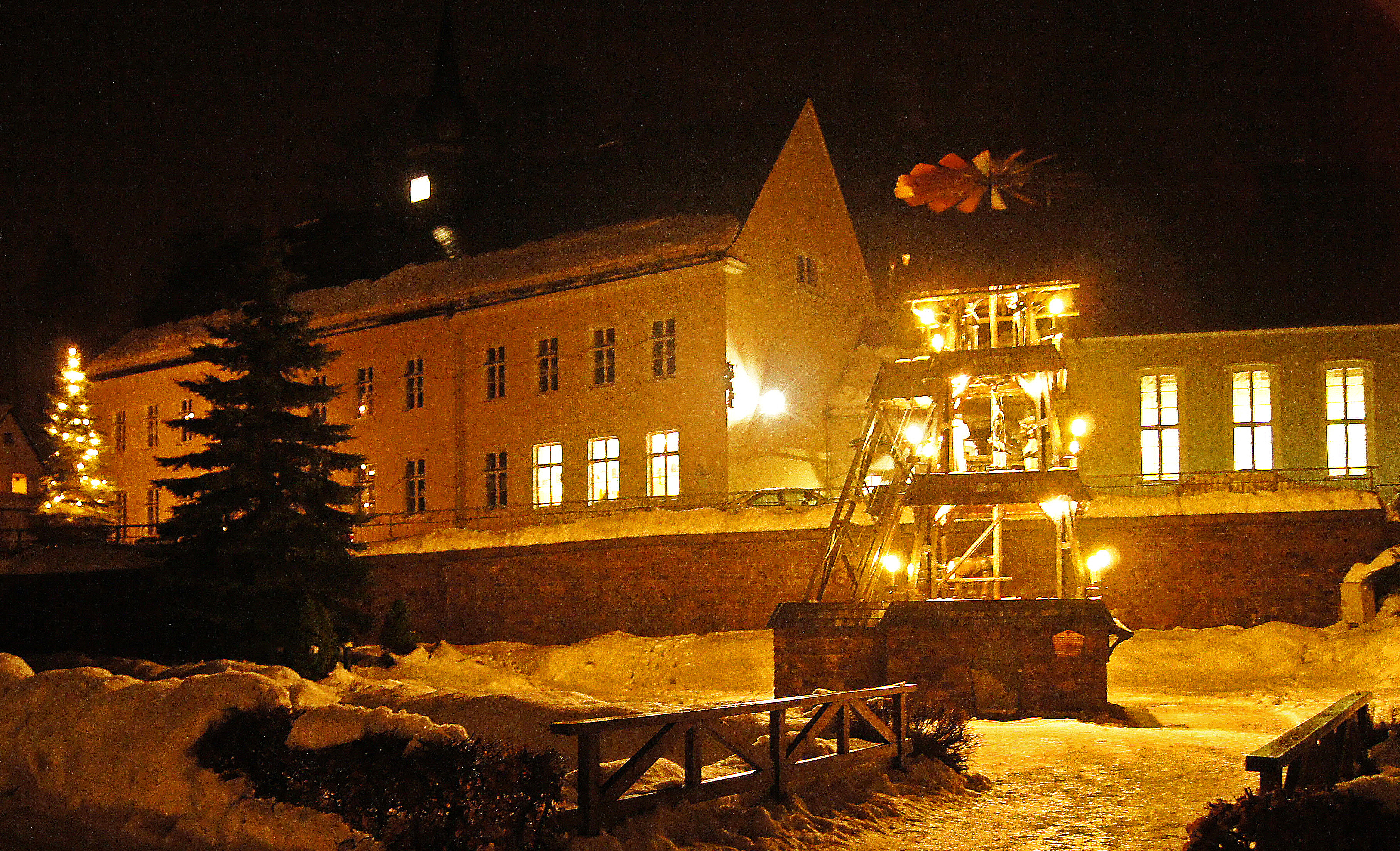
Göpelpyramide vor der Pobershauer Schule.

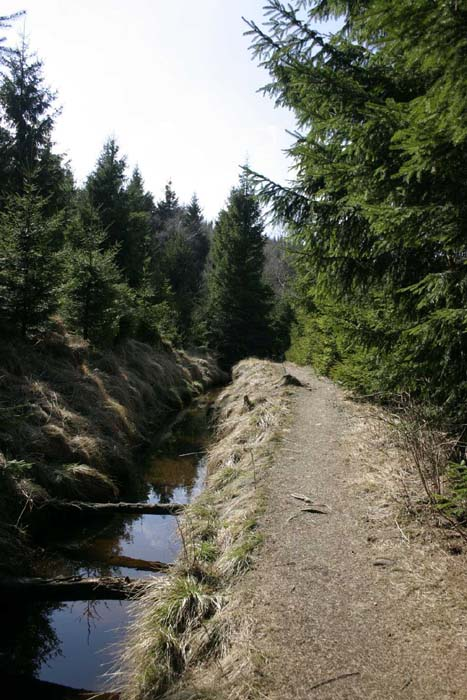
Grüner Graben

Folgende Einwohnerzahlen beziehen sich auf den 31. Dezember des voranstehenden Jahres mit Gebietsstand Januar 2007. Seit 2014 wird Pobershau ohne seinen ehemaligen Ortsteil Rittersberg erfasst:

| 1982 bis 1988 - 1982 – 2099 - 1983 – 2086 - 1984 – 2097 - 1985 – 2077 - 1986 – 2059 - 1987 – 2052 - 1988 – 2032 | 1989 bis 1995 - 1989 – 1998 - 1990 – 1962 - 1991 – 1922 - 1992 – 1886 - 1993 – 1892 - 1994 – 1951 - 1995 – 1993 | 1996 bis 2002 - 1996 – 2059 - 1997 – 2078 - 1998 – 2083 - 1999 – 2087 - 2000 – 2080 - 2001 – 2055 - 2002 – 2075 | 2003 bis 2009 - 2003 – 2053 - 2004 – 2079 - 2005 – 2078 - 2006 – 2072 - 2007 – 2062 - 2008 – 2054 - 2009 – 2048 | 2010 bis 2024 - 2010 – 2036 - 2011 – 2014 - 2014 – 1689 - 2015 – 1690 - 2016 – 1668 - 2018 – 1627 - 2024 – 1544 |

 Quellen: Statistisches Landesamt des Freistaates Sachsen, Stadtverwaltung Marienberg

## Kultur und Sehenswürdigkeiten

### Auswahl
- Schaubergwerk Molchner Stolln
- Skulpturen wider das Vergessen – Holzskulpturen in der Galerie Die Hütte
- Kreativzentrum Böttcherfabrik mit Puppenmuseum und Steingalerie
- Neobarocke Evangelische Kirche, 1903/1904 nach Entwürfen von Woldemar Kandler errichtet, mit Jehmlich-Orgel von 1904 und einem Altarbild von Ludwig Otto (Christi Himmelfahrt)
- Aussichtsfelsen Katzenstein mit Naturlehrpfad und Kneippbecken am Grünen Graben
- Naturschutzgebiet Schwarzwassertal (zum Teil zu Olbernhau) mit Naturschutzstation im Hinteren Grund
- Feriendorf mit Lama-Ranch und Minigolfanlage

### Religion
- Kirchgemeinde Pobershau
- Landeskirchliche Gemeinschaft Pobershau

### Vereine, Kultur, Tourismus, Sport, Veranstaltungen (Auswahl)
- EC-Jugendarbeit Pobershau
- TSV 1872 Pobershau
- Erzgebirgszweigverein Pobershau

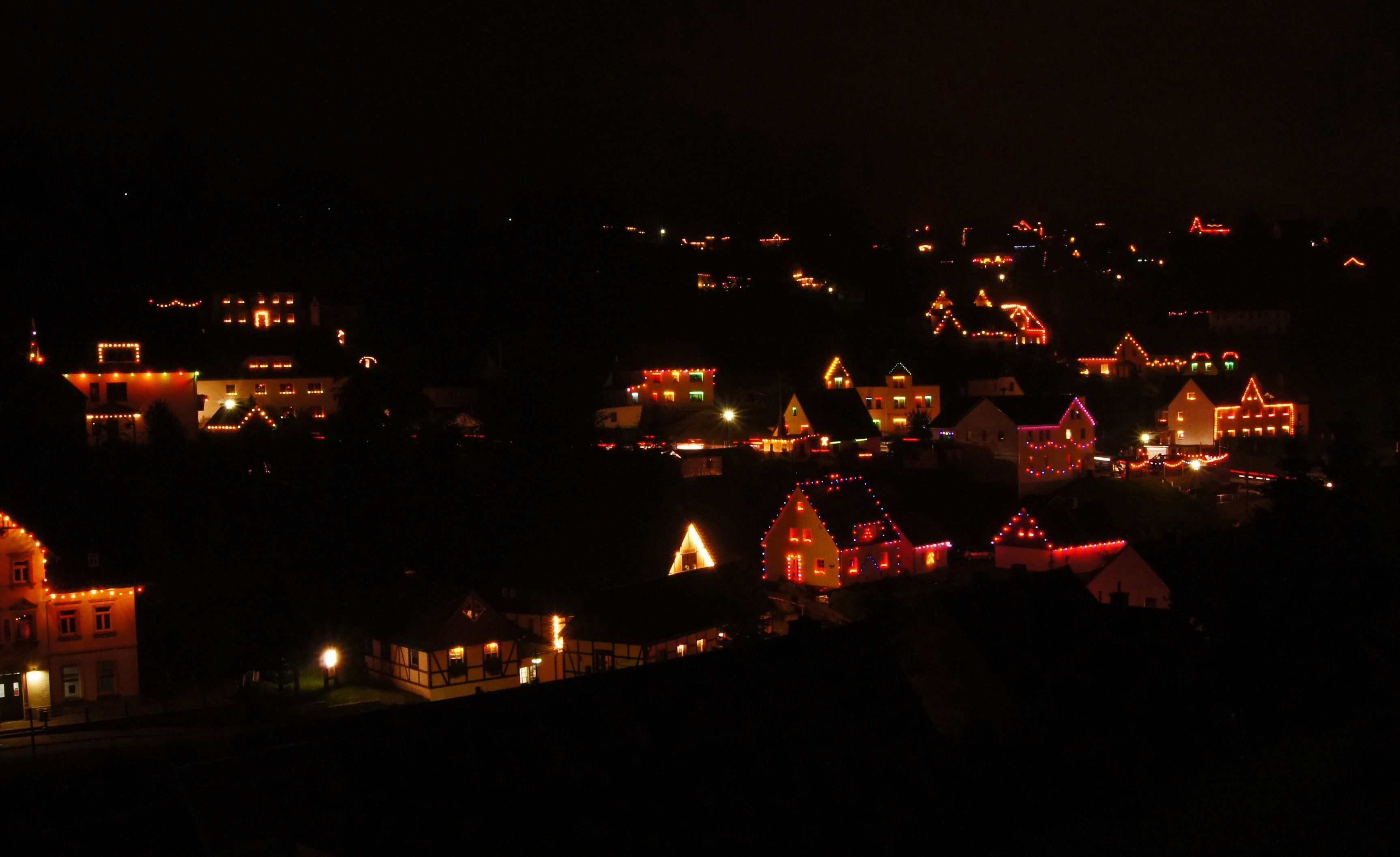
Pobershau zum Bergfest 2014

- Kunstverein Max Christoph und Gottfried Reichel
- Pobershauer Karnevalsverein
- De Pobershauer Silbermäd
- Pobershauer Männerchor
- Pobershauer Bergbrüderschaft
- Schießverein Pobershau
- Kneippverein Pobershau
- Schießhäus'l
- Rittersberger Jugendclub
- Rock auf dem Berg e. V.
- Pobershauer Bergfest, eine im Jahr 1959 begründete Veranstaltung, die alle fünf Jahre stattfindet. Ein Traditionsumzug wird organisiert, es gibt eine Gedenkmedaille und eine Lichtl-Liedertour.[5]

## Persönlichkeiten, die im Zusammenhang mit Pobershau stehen
- Johann Gottfried Schreiber (1746–1827), Markscheider und Bergdirektor
- Carl Gottlieb Gottschalk (1824–1887), Bergbeamter und Hochschullehrer
- Emil Meinhold (1878–1955), Radrennfahrer und Schrittmacher
- Max Hermann Günther (1887–nach 1945), Kulturfunktionär
- Walter Kaaden (1919–1996), Ingenieur und Motorenkonstrukteur
- Gottfried Reichel (1925–2015), Bildschnitzer
- Elfriede Spiegelhauer (1934–2013), Skilangläuferin, Ehrenbürgerin von Pobershau (1964)
- Albrecht Kohlsdorf (* 1953), Kommunalpolitiker (CDU)
- Marcel Schlosser (* 1987), Fußballspieler